# Novacelles
Novacelles är en kommun i departementet Puy-de-Dôme i regionen Auvergne-Rhône-Alpes i centrala Frankrike. Kommunen ligger i kantonen Arlanc som tillhör arrondissementet Ambert. År 2022 hade Novacelles 153 invånare.

## Befolkningsutveckling
Antalet invånare i kommunen Novacelles
| Referens: INSEE |